# FC Naţional Bucureşti
FC Naţional Bucureşti (ou FC Progresul Bucureşti) é um clube de futebol da Roménia, situado na cidade de Bucareste, capital do país.
Atualmente disputa a Liga IV, o quarto escalão do futebol romeno, após ter sido expulso da Ligue II por conta de dívidas.

## Títulos
- Ligue II (Segunda Divisão): 6

(1954, 1965–66, 1969–70, 1975–76, 1979–80, 1991–92)
- Ligue III (Terceira Divisão): 2

(1946-47, 1989–90)
- Copa da Roménia: 1

(1959–60)

## Jogadores notáveis
- Marius Lăcătuş
- Erik Lincar
- Gabriel Caramarin
- Liviu Ciobotariu
- Cosmin Olăroiu
- Corneliu Papură
- Gabriel Popescu
- Florin Prunea
- Daniel Prodan
- Cristian Săpunaru